# International Brotherhood of Teamsters

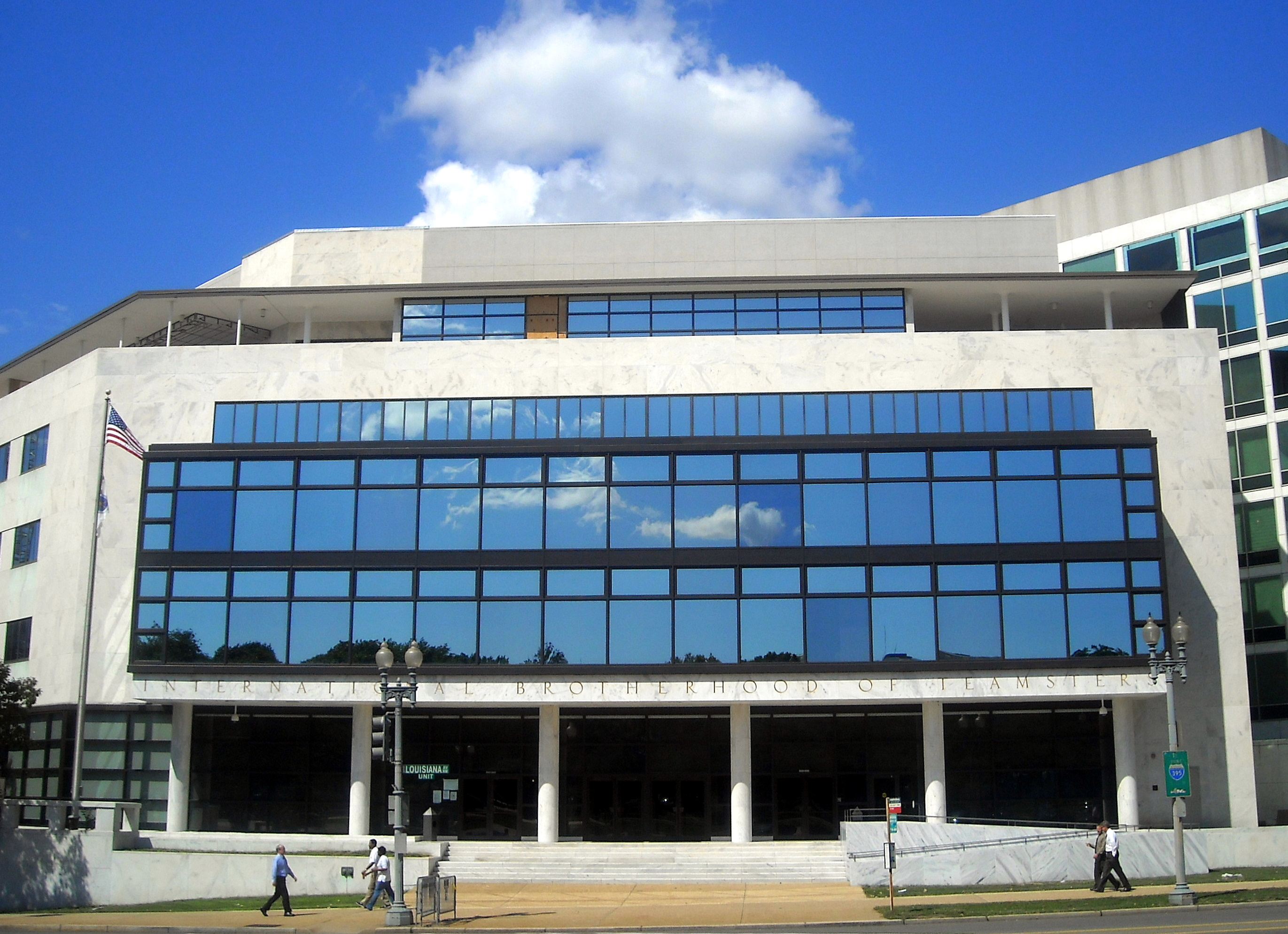
Hauptverwaltung der International Brotherhood of Teamsters im Nordwesten von Washington, D.C.

Die International Brotherhood of Teamsters (IBT, deutsch etwa „Internationale Bruderschaft der Fuhrleute“), kurz nur „Teamsters“ genannt, ist die Gewerkschaft der Transportarbeiter und die größte Einzelgewerkschaft der USA mit Sitz in Washington, D.C. und ist seit 1992 auch in Kanada mit der Zentrale in Laval als „Teamsters Canada“ tätig.
Die IBT, vormals auch bekannt unter International Brotherhood of Teamsters, Chauffeurs, Warehousemen and Helpers of America verfügt (Stand: 2004) über etwa 1,4 Mio. beitragszahlende Mitglieder und 400.000 Rentner und gehört damit auch zu den größten Einzelgewerkschaften weltweit.
Anfänglich waren die „Teamsters“ nur eine Gewerkschaft für Lastkraftwagenfahrer, expandierten aber zur allgemeinen Transportarbeitergewerkschaft und reichen heute bis hinein in die Lebensmittelbranche. Sie sind somit z. B. auch die zuständige Gewerkschaft beim Logistikriesen UPS.
Die Gewerkschaft gehört heute zur Gewerkschaftsgruppe Change to Win, nachdem sie mit einigen anderen Gewerkschaften 2005 den ehemaligen Dachverband „AFL-CIO“ verließ.

## Geschichte

### Gründerjahre
Die Wurzeln der „Teamsters“ reichen bis in die kolonialen Zeiten zurück, als die Fahrer der Pferdegespanne noch unorganisiert waren. Ihr Leben war hart und der Job unsicher.
Daran änderte auch die Motorisierung nichts. Im Gegenteil: Um 1900 arbeitete der typische Teamster 12–18 Stunden pro Tag an allen sieben Tagen der Woche und verdiente etwa 2 US-Dollar pro Tag. Dabei wurde von ihm nicht nur erwartet, die Ladung zu transportieren, sondern z. B. auch für die Transportschäden aufzukommen.
1901 bildeten deshalb einige enttäuschte und wütende Fahrer die „Team Drivers International Union“ (TDIU), die schnell 1.700 Mitglieder stark wurde. Ein Streik in San Francisco ähnelte fast schon einem Generalstreik späterer Tage und konnte siegreich beendet werden. Trotzdem spalteten sich in den darauffolgenden Jahren jedoch wieder Mitglieder ab und begründeten u. a. die „Teamsters National Union“ (TNU). Ein Streitpunkt dabei war insbesondere, ob ein Teamster selbst Angestellte beschäftigen durfte.
Samuel Gompers, der Vorsitzende der American Federation of Labor (AFL), arbeitete dieser Spaltung entgegen und organisierte im August 1903 ein Treffen aller Gruppen in Niagara Falls (New York).
Die Versammelten wurden sich einig und Cornelius Shea von der „TDIU“ wurde erster Präsident der neuen „International Brotherhood of Teamsters“ (IBT).
Die neue Gewerkschaft kam zunächst schwer voran, denn Arbeitsschutzgesetze existierten noch nicht, während sich die Unternehmensseite immer auf diverse Anti-Kartell-Gesetze berufen konnte. Ein Arbeitskampf war in der damaligen Zeit noch wörtlich zu nehmen. Der Streik der Teamsters im Jahr 1905 bei der „Montgomery Ward Company“ dauerte über 100 Tage, verursachte 1.000.000 US-Dollar an Kosten und 21 Menschen kamen ums Leben. Außerdem unterlagen die „Teamsters“ in diesem Streik, da sie den ausgebufften und skrupellosen Taktiken der Unternehmerseite nichts entgegenzusetzen hatten.
An der Behebung dieser Schwächen wurde gearbeitet. 1907 wurde der junge und dynamischere Daniel J. Tobin aus dem „Local 25“ aus Boston zum neuen Präsidenten bestimmt.

### Stagnation 1907–1929
Daniel „Dan“ J. Tobin hatte die längste Amtszeit aller Präsidenten der Teamsters. Die Schwäche in allen damaligen Gewerkschaften war eine Tendenz der jeweiligen Niederlassungen („Local“), nicht über den eigenen Horizont hinauszusehen. Auch die Teamsters nutzten ihre überregionale Präsenz zunächst nicht und der überregionale Zusammenhang blieb schwach; insbesondere nach dem besagten desaströsen Ergebnis des Streiks von 1905.
Tobin versuchte dies zu ändern, scheiterte aber. So gelang es ihm insbesondere nicht, sich gegen die United Brewery Workers, die „Bierfahrer“, durchzusetzen, um die Teamsters auf eine breitere Basis zu stellen. Die Auseinandersetzung um die Arbeitnehmervertretung ging 1913 verloren, da sich die Dachorganisation „AFL“ nicht beteiligte.
Auch versuchte er abweichende „Locals“ zu stoppen, wenn sie ihm zu radikal erschienen. Generell waren amerikanische Gewerkschaften streng „antikommunistisch“ ausgelegt. Diese Einstellung war von feinsinnigeren europäischen Unterscheidungen schon damals weit entfernt. Amerikanische Gewerkschaften waren damals auch ausdrücklich keine Industriegewerkschaften, sondern vom Charakter her eher einer Zunft gleichzusetzen, welche sich als Lohnkartell gegen Außenstehende abgrenzte.
Aus dieser Abgrenzung gegenüber einfachen Arbeitern einerseits und der eigenen Zersplitterung andererseits, konnte Tobin keine erfolgreiche Strategie entwickeln und scheiterte deshalb am weiteren Aufbau der Gewerkschaft, da es ihm nicht gelang, irgendeine Form der Monopolstellung für die Gewerkschaft zu erreichen.

### Große Depression und Prohibition
Einen großen Schub erhielt die Mitgliederzahl durch die Große Depression, die sich an den Schwarzen Freitag von 1929 anschloss. 1933 schlossen sich die „Brewers“, die sich noch 1913 erfolgreich gewehrt hatten, den Teamsters an, da sie ihrer bevorstehenden Auflösung, die durch die Prohibition bedingt war, entgehen wollten.
Insbesondere Jimmy Hoffa, einem jungen Agenten in „Local 299“ (Detroit), gelang es, die Fernfahrer als Mitglieder zu gewinnen. Hoffa war vom Charakter her ein „Macher“, der höchstens ein Drittel seiner Zeit im Büro verbrachte. Als z. B. eine „Teamster“-Gruppe zu einer konkurrierenden Gewerkschaft wechseln wollte, unterband Hoffa dies mit roher Gewalt.
Sowohl die Teamsters als auch das Organisierte Verbrechen in den USA nahmen durch die Prohibition einen starken Aufschwung. Da man sich beim illegalen und legalen Alkoholtransport ohnehin dauernd begegnete, lag ein Ausbau der Verbindungen beider Gruppen nahe.
Aus Sicht der Gangster aus New York, deren Mitglieder in den Arbeitskämpfen auch schon mal auf der Gewerkschaftseite angeheuert hatten, war es die Gelegenheit, sich Einfluss auf das Transportwesen zu verschaffen. Dadurch erhielten die Gangster Zugang zu logistischen Lösungen, um ihren Schmuggel risikoärmer und wirtschaftlicher abwickeln zu können. Später verschwanden dann sogar ganze Frachtladungen, wie es z. B. Vincent Mangano im Hafen von New York City erfolgreich praktiziert hatte. Eine „zentrale“ Zusammenarbeit war hierzu nicht nötig; Mitglieder der Teamsters gaben die Tipps an die Mobster, diese sorgten dann – neben den individuellen Belohnungen – dafür, dass nur organisierte Gewerkschaftsmitglieder beschäftigt wurden. Diese „Zusammenarbeit“ wurde dann durch Jimmy Hoffa aufgegriffen und zentralisiert angewendet.
Inzwischen organisierte Dave Beck die Fahrer an der Westküste. Hierfür benutzte er die „Locals“ von Seattle, Portland und San Francisco. Auch hier war er sehr erfolgreich, die Fernfahrer anzuwerben, um über sie an die bisher unabhängigen Speditionen heranzukommen, welche den größten Teil der landwirtschaftlichen Produkte transportierten.
Diesen Erfolgen hatte Tobin nichts entgegenzusetzen und sein Einfluss schwand. 1952 wurde Tobin durch Dave Beck als Präsident (und Jimmy Hoffa als Vizepräsident) abgelöst, welche die Basis beeinflussten.

### Kriminelle Verbindungen
Die gute Verbindung Hoffas zur Cosa Nostra war durch einen Zufall zustande gekommen: seine ehemalige Freundin Sylvia Pigano, mit der er vier Jahre lang zusammengelebt hatte, heiratete einen kleinen Mafioso und wurde schließlich die Freundin von Frank Coppola.
Dieser gute Kontakt war für Hoffa deshalb wichtig, weil die Mobster sich bisher immer auf die Seite der Unternehmen geschlagen hatten. Die Schlägereien in New York – z. B. die sogenannten „Labor Slugger Wars“ sind bis heute legendär. Hoffa konnte nun 1937 Frank Coppola und damit die Mafia davon überzeugen, sich bei den Arbeitskämpfen herauszuhalten. Hoffa und die „Teamsters“ gewannen ihren Streik und die Gewerkschaft konnte durch diesen Erfolg etwa 4.000 neue Mitglieder gewinnen.
Um Präsident der „IBT“ zu werden, akzeptierte Hoffa eine Reihe sogenannter „paper locals“. Dies waren Niederlassungen der Gewerkschaft, die von der Mafia kontrolliert wurden. Hierfür war Giovanni Dioguardi zuständig, ein Mitglied der Lucchese-Familie aus New York. Darüber hinaus übten in anderen „Locals“ häufig verschiedene „Schläger“ oder sonstige Angehörige der Mafia die eigentliche Kontrolle aus oder waren in sogenannten „no-show jobs“ untergebracht; d. h., sie standen auf der Lohnliste der jeweiligen Niederlassung, aber waren zu keinem Zeitpunkt in irgendeiner Form persönlich anwesend oder leisteten Gewerkschaftsarbeit.
Darüber hinaus ließ z. B. Anthony „Tony Ducks“ Corallo, Boss der Lucchese-Familie, im „local 239“ in New York City Beschäftigte abrechnen, die lediglich auf dem Papier existierten. Auf diese Weise wurden dort monatlich rund 69.000 US-Dollar aus der Gewerkschaftskasse abgeschöpft.
James Squillante, der zu den Killern von Albert Anastasia gehörte, war als „king of the garbage collection racket“ (engl.: König des Abfallwirtschaftsverbrechen) bekannt. Die Infiltration der Müllwerker durch die Mafia in New York City verlief parallel zu der Entwicklung bei der Teamsters-Gewerkschaft insgesamt – zu der die Müllwerker gehörten – und begann bereits 1955, als sich die Müllwerker über das „Local 813“ der Gewerkschaft organisierten, welches ab den 1960er Jahren dann von James Failla aus der Gambino-Familie beherrscht wurde.
Natürlich blieben die verbrecherischen Vorgänge innerhalb der Gewerkschaft („labor racketeering“) nicht unbemerkt und das „McClellan-Committee“ begann die Korruption in den Gewerkschaften, insbesondere bei den Teamsters, zu untersuchen. Dave Beck musste den Präsidentenstuhl räumen. Die Teamsters wurden wegen der Korruptionsvorwürfe aus der „AFL“ ausgeschlossen. Der Weg für Jimmy Hoffa war frei und er wurde 1957 in Miami Beach zum Präsidenten gekürt.
Unter Hoffa intensivierte sich die Zusammenarbeit mit der Mafia. Als diese 1959 nach der Kubanischen Revolution Kuba verlassen musste, richtete sie sich in Florida ein und war bei der Errichtung des „Local 320“ in Miami der Teamster behilflich. Hoffa hatte hierfür Rolland McMaster nach Florida geschickt, der die Aufgabe zusammen mit Dave Yaras und Barney Baker erledigte. Yaras war ein Gefolgsmann von Sam Giancana, der wiederum ein Schläger von Al Capone gewesen war.

„McMaster war die personifizierte Verbindung von Hoffa zu Meyer Lansky, Santo Trafficante, der Dorfman-Familie, dem Syndikat in Chicago und der Genovese-Familie in New Jersey und New York“

Unter Hoffa etablierte sich ein mafiöser Führungsstil, der auch vor Auftragsmord nicht Halt machte. Besondere Aufgaben dieser Art erledigte Frank Sheeran für Hoffa, der vorgeblich als Fahrer in einer Niederlassung der Teamsters arbeitete.

### Die „Goldenen 1960er“
Die größte Leistung Hoffas war das „National Master Freight Agreement“ von 1964, das alle Gewerkschaftsmitglieder überregional in ein einheitliches Abkommen einband. Um dieses abzusichern, trieb Hoffa die Expansion der Teamsters nicht nur horizontal (in der Fläche) voran, sondern, der Produktionskette folgend, auch diagonal und vertikal. Auf die „AFL“ brauchte Hoffa wegen des Rauswurfs 1957 keine Rücksicht mehr zu nehmen; diese gründete als Reaktion auf die Teamster-Expansion einige eigene Branchensparten, um Hoffas Aktivitäten wenigstens etwas entgegensetzen zu können.
Mit gezielten Streiks oder hartem Vorgehen gegen „Preisbrecher“ festigte Hoffa diese neue Monopolstellung der Teamsters. Er dominierte auch die „conferences“, die regionalen Zusammenkünfte der zugeordneten „locals“, die einst unter anderen mit Hilfe von Dave Beck aufgebaut worden waren.
Ebenfalls gelang es 1960 den Central States Pension Fund (CSPF) zu gründen, in den Mittel aus 25 Bundesstaaten für deren Gewerkschaftsmitglieder als Rentenanlage flossen. Angesichts dieser Erfolge gelten diese Jahre als „Goldenes Zeitalter“ der Teamsters. Bis 1976 stieg die Anzahl der Mitglieder von etwa 1,5 auf 2 Millionen.
Allerdings stand dieser Fonds durch die Präsenz der Mobster in den „locals“ als Finanzierungsmittel für Schmiergelder und Bestechung weit offen. Im Prinzip stand Fondsmanager Roy Lee Williams unter direkter Kontrolle von Nick Civella aus Kansas City (Missouri); Geschäftsführer war ein Freund von Hoffa: Allen Dorfman, dessen Stiefvater Paul Dorfman ein enger Verbündeter von Hoffa war. Bis Mitte der 1970er Jahre wurde damit der Aufbau zahlreicher Casinos in Las Vegas finanziert, die über Strohmänner; wie z. B. Allen Glick; unter Kontrolle der Cosa Nostra standen. Hoffa, der persönlich von diesen Vorgängen profitierte, konnte oder wollte diese Eskalation der kriminellen Verstrickung nicht mehr aufhalten. Zudem stand er selbst auch zunehmend unter juristischem Druck.
Robert F. Kennedy hatte 1957 fest mit einer Verurteilung von Hoffa gerechnet und die Teamsters zu einem Hauptfeind des Staates erklärt. Als er 1961 amerikanischer Justizminister wurde, organisierte er im März 1962 einen zweiten Prozess gegen Hoffa, der zunächst scheiterte, da Hoffa die Geschworenen bestochen hatte. Allerdings wurde diese Bestechung öffentlich und nur unter Aufbietung juristischer Tricks konnte Hoffa sich noch drei Jahre lang einer Verurteilung entziehen. Er wurde schließlich zu dreizehn Jahren Gefängnis verurteilt, die er 1967 antreten musste. Seine Gewerkschaft ernannte ihn daraufhin zum „Präsidenten auf Lebenszeit“.
Als „Statthalter“ für Hoffa wurde Frank Fitzsimmons installiert, der ebenfalls aus dem Hoffa-„Local 299“ stammte.
Bereits am 23. Dezember 1971 wurde Hoffa durch den neuen US-Präsidenten Richard Nixon auf Bewährung freigelassen. Bedingung dieses Deals war, dass Hoffa sein Präsidentenamt aufgab und dieses für weitere zehn Jahre nicht erneut anstrebte. Hoffa begann jedoch bereits kurz nach seiner Entlassung Stimmen für eine Wiederernennung zu sammeln.
Aber die Bosse der Cosa Nostra hatten sich in den knapp drei Jahren seiner Abwesenheit offenbar an den schwachen Vorzeigepräsidenten Fitzsimmons gewöhnt und wollten den dominanten Hoffa nicht erneut als Präsidenten. Jimmy Hoffa verschwand am 30. Juli 1975 vom Parkplatz des Restaurants „Machus Red Fox“ in Bloomfield Hills nördlich von Detroit; seine Leiche wurde bis heute nicht gefunden.

### Der Niedergang

#### Schwache Präsidenten
Jimmy Hoffa hatte zwar die US-amerikanische Mafia in die Gewerkschaft gelassen, und diese hatte ihn für das Präsidentenamt unterstützt, aber Hoffa agierte stets auf Augenhöhe mit den Mobstern und gilt – im erweiterten Sinne dieses Begriffs – heute selbst als solcher. Bei einer abschließenden Auseinandersetzung um diese Tatsache mit Anthony Provenzano, die zum Bruch zwischen den beiden führte, hatte er diesem sogar eine Flasche auf den Kopf geschlagen.
Selbst sein Nachfolger Frank Fitzsimmons war noch von Hoffa bestimmt worden. In der Abwesenheit während der Haft hatte die Cosa Nostra freie Hand bei den Teamsters. Die drei nachfolgenden Präsidenten, Roy Williams, Jackie Presser und William J. McCarthy waren von den Mobstern eingesetzt worden.
Die Mitgliederzahl erreichte 1976 zwar mit rund 2 Millionen ihren Höhepunkt, aber das waren immer noch Folgen der Arbeit von Jimmy Hoffa.
Als am 14. Februar 1979 ein illegaler Geldkurier aus Las Vegas am Flughafen von Kansas City mit zwei 40.000 US-Dollar Paketen gefasst wurde, begann eine Reihe erfolgreicher Hausdurchsuchungen. Damit war der Komplex aus Las Vegas, Mafia-Casinos und Teamsters-Pensionsfonds aufgeflogen. Fitzsimmons zog sich 1981 zurück und entging damit einer juristischen Verurteilung seiner „Blankoscheck“-Politik. Roy Williams, einer der Treuhänder des missbrauchten Central States Pension Fund, wurde sein Nachfolger.
Diese Präsidentschaft dauerte nur kurz, da Roy Williams in den Bestechungsplan gegen Senator Howard Cannon aus Nevada verwickelt war, deshalb sein Amt 1983 aufgeben musste und 1985 verurteilt wurde. 1986 wurden Joseph Aiuppa, Jackie Cerone, Joseph Lombardo, Angelo LaPietra, Milton J. Rockman und Carl DeLuna wegen der finanziellen Abschöpfung von Kasinos in Las Vegas in Höhe von zwei Mio. US-Dollar verurteilt.

#### Deregulierung
Cannon war Vorsitzender des „Senate Commerce Committee“, das sich gerade mit der Deregulierung des Transportgewerbes befasste und damit auch das Monopol der Teamsters gebrochen hätte, was dann ja auch geschah.
Obwohl der Senator nicht auf die Bestechung einging, bedeutete dieser Vorgang zunächst das Ende seiner politischen Karriere. Der Gesetzentwurf wurde nicht gestoppt.
Jackie Presser versuchte durch die Einführung eines zweiten Tarifs, d. h., sogenannte „relief rider“ (Aushilfs- oder Unterstützungsfahrer) konnten mit einem Abschlag von 35 Prozent eingesetzt werden, einen überregionalen Zusammenhalt zu erhalten. Aber eine neue Gruppe innerhalb der Teamsters, die „Teamsters for a Democratic Union“, startete eine Kampagne gegen die „relief rider“-Regelung und konnte sie mit 94.086 zu 13.082 Stimmen wieder zu Fall bringen.
So blieb Jackie Pressers einziger vorzeigbarer Erfolg die Wiederaufnahme in die seit 1955 vereinigte AFL-CIO. Aus der AFL waren die Teamsters 1957 ausgeschlossen worden.
Das Gesetz zur Deregulierung hatte große Auswirkungen auf die Gewerkschaft. Das Monopol war gebrochen, die Transportpreise brachen ein, da nun auch unorganisierte Fahrer breiten Zugang zum Markt erhielten. 30 Prozent der Angehörigen der „Freight Division“ der Teamsters wurden arbeitslos. Fast 200 Transportfirmen, die bisher gewerkschaftlich kontrolliert waren, mussten in den ersten Jahren nach der Einführung ihr Geschäft aufgeben.

### Veränderungen
Im Wesentlichen verstärkte sich der Widerstand innerhalb der Teamsters durch die Gründung der „Teamsters for a Democratic Union“. Ihr ging es insbesondere um die Veränderung des Wahlverfahrens innerhalb der Gewerkschaft. Der Präsident war bisher von den Delegierten aus den einzelnen „locals“ gewählt. Auf Grund der Unterwanderung einzelner Niederlassungen und der Existenz der „paper locals“ kontrollierte die Mafia einen Großteil der Stimmen für eine Präsidentenwahl.
1984 konnte das FBI ein Gespräch zwischen Roy Williams, Jackie Presser und den Mafiosi Anthony Salerno („Fat Tony“) und John Trolone („Peanuts“) aufzeichnen; Jackie Presser selbst war Informant des FBI.
William J. McCarthy meinte in diesem Gespräch, die Entscheidung eines Mafiabosses zu benötigen, bevor er in den Teamsters weiter vorankommen könnte. Obwohl die New York Times von diesem Gespräch 1988 berichtete, wurde McCarthy 1989 Präsident der Teamsters. Das war kein guter Ausgangspunkt, um die Gewerkschaft von bestehenden Vorwürfen der Verbindung von Mafia und Gewerkschaft zu entlasten.
Angesichts dieser erstmals dokumentierten „Präsidentenfindung“ durch die Mafia, verfügte 1991 ein Gericht die Wahl des Präsidenten der Transportarbeitergewerkschaft durch deren Mitglieder. In dieser Wahl durch 1,6 Millionen Mitglieder verlor McCarthy gegen Ron Carey, der sich als Reformkandidat präsentiert hatte.

## Neuzeit

### Teamstergate
Unter Ron Carey fand ein erfolgreicher Streik gegen das Management des Logistik-Riesen UPS statt, aber es gab durchaus Kreise in der Gewerkschaft, die ihm diesen Erfolg verübelten und ihn lieber durch einen ‚devoteren‘ Präsidenten ersetzt sehen wollten.
Trotzdem gelang es Carey aber, sich auch noch gegen James P. Hoffa, den Sohn von Jimmy Hoffa, für eine zweite Amtszeit durchzusetzen. Allerdings kam es dabei zu finanziellen Unsauberkeiten, die als Teamstergate bekannt wurden.
Der Name „Teamstergate“ war durch den Republikaner Randy Kammerdiener kreiert worden, als u. a. ein Geldtransfer zwischen der 1996er Wahlkampagne Bill Clintons und der Wahlkampagne von Ron Carey entdeckt wurde, der seine Wiederwahl als Gewerkschaftspräsident anstrebte. Es ging dabei um eine Summe von 885.000 US-Dollar, die offenbar von der Gewerkschaft in die Wahlkampfkasse des Clinton-Gore-Teams geflossen war. Außerdem soll auch Geld für seinen eigenen Wahlkampf verwendet worden sein. Jedenfalls wurde die Wiederwahl von Ron Carey von einem Gericht annulliert und bei einer Neuwahl, von der er ausgeschlossen war, setzte sich erwartungsgemäß James Hoffa durch, der am 19. März 1999 das Präsidentenamt antrat.
Vorwürfe, Gewerkschaftsgelder verwendet zu haben, standen zwar auch bei James P. Hoffa im Raum, aber diese wurden offensichtlich als weniger relevant eingestuft. Ron Carey hatte immer sein Nichtwissen an den Vorgängen beteuert und wurde am 12. Oktober 2001 freigesprochen. Angesichts der Gesamtumstände kann der Verdacht einer gezielten Kampagne gegen Carey nicht ganz ausgeschlossen werden.

### Change to win
Die bisher bekannteste Aktion des Präsidenten James P. Hoffa, der seit Frühjahr 2006 auf der Homepage der Gewerkschaft auch „Jim“ genannt wird, ist der Austritt aus dem bisherigen Dachverband. Die Gewerkschaft der Teamsters gehört heute zur Gewerkschaftsgruppe „Change to win“, nachdem sie mit einigen anderen Gewerkschaften 2005 gemeinsam die „AFL-CIO“ verließ und diese einen neuen Dachverband gründeten.

## Organisation

### Präsidenten
| Amtsperiode | Präsidenten der IBT  | Geboren | Tod  | Anmerkung                                             |
| 1903–1907   | Shea, Cornelius      | 1872    | 1929 |                                                       |
| 1907–1952   | Tobin, Daniel J.     | 1875    | 1955 |                                                       |
| 1952–1957   | Beck, Dave           | 1894    | 1993 |                                                       |
| 1957–1971   | Hoffa, Jimmy         | 1913    | 1975 | spurlos verschwunden, ab 1982 für amtlich tot erklärt |
| 1971–1981   | Fitzsimmons, Frank   | 1907    | 1981 |                                                       |
| 1981        | Mock, George         | 1907    | 2001 | Interimspräsident                                     |
| 1981–1983   | Williams, Roy Lee    | 1915    | 1989 |                                                       |
| 1983–1988   | Presser, Jackie      | 1926    | 1988 |                                                       |
| 1988        | Mathis, Weldin       | 1926    | 2001 | Interimspräsident                                     |
| 1988–1991   | McCarthy, William J. | 1919    | 1998 |                                                       |
| 1991–1999   | Carey, Ron           | 1936    | 2008 | Erster Präsident durch eine Wahl aller Mitglieder     |
| 1999–2022   | Hoffa, James P.      | 1941    |      | Sohn von Jimmy Hoffa                                  |
| seit 2022   | O’Brien, Sean M.     | 1972    |      |                                                       |

### Mitgliederentwicklung
- 1933: 75.000
- 1935: 146.000
- 1949: 1.000.000
- 1957: 1.500.000
- 1976: 2.000.000
- 1987: >1.000.000
- 2003: 1.700.000
- 2004: 1.400.000
- 2008: 1.400.000

### Unterorganisationen
Die Teamsters organisieren mit folgenden Unterabteilungen ihre Mitglieder in folgenden Branchen:
- Airline Division: Fluggesellschaften
- Bakery and Laundry Conference: Bäckereien und Wäschereien
- Brewery and Soft Drink Conference: Brauereien und Getränkeabfüller
- Building Material and Construction Trade Division: Baumaterial und Baustoffhandel
- Carhaul Division: Autotransporte
- Dairy: Molkereien und Milchwirtschaft
- Express Division: Kurier-Express-Paket-Dienste (KEP)
- Food Processing Division: Lebensmittelproduktion
- Freight Division: Speditionen und Transportgewerbe
- Industrial Trade Division: Industriegüter
- Motion Picture and Theatrical Trade Division: Zulieferer der Kino- und Theaterbranche
- Newspaper, Magazine and Electronic Media Worker: Zeitungswesen und Medienbranche
- Package Division (vormals: Parcel and Small Package Division): Post- und Paketdienst
- Parking Division: Parkhausmanagement
- Passenger Transportation: Personennah- und fernverkehr
- Port Division: Hafengesellschaften
- Public Services (Trade) Division: Öffentlicher Dienst
- Rail Conference: Eisenbahngesellschaften
- Solid Waste and Recycling Division: Müllabfuhr und Recyclinggewerbe
- Tankhaul Division: Tankwagenfahrer
- Trade Show and Convention Centers Division: Messewesen und Veranstaltungsbranche
- Warehouse Division: Lagerwesen

## Teamsters im Film
- 1911: The Teamster, Regie: Romaine Fielding
- 1931: Tom Keene, der König der Steppe (Freighters of Destiny)
- 1975: Straße der Gewalt (White Line Fever), Regie: Jonathan Kaplan
- 1978: F.I.S.T. – Ein Mann geht seinen Weg (F.I.S.T.)
- 1986: Local 323 (Act of Vengeance) (TV-Produktion, in der BRD Kinoauswertung)
- 1992: Jimmy Hoffa (Hoffa)
- 1992: Teamster Boss – The Jackie Presser Story (TV-Produktion)
- 1995: Casino, Regie: Martin Scorsese
- 2002: American Standoff
- 2019: Betrayal: When the Government Took Over the Teamsters Union
- 2019: The Irishman